# Marian Jabłoński
Marian Leon Jabłoński (ur. 4 lutego 1922 w Krakowie, zm. 11 marca 2004 w Krakowie) – polski piłkarz, pomocnik. Wieloletni zawodnik Cracovii. Brat Edwarda.

## Życiorys
W Cracovii pierwszy mecz rozegrał tuż po II wojnie światowej. W 1948 był członkiem drużyny która wywalczyła tytuł mistrza Polski. W reprezentacji debiutował 19 lipca 1947 w meczu z Rumunią (tego dnia reprezentacyjną karierę zakończył jego brat), ostatni raz zagrał w 1949. Łącznie w biało-czerwonych barwach rozegrał 3 oficjalne spotkania.
Został pochowany na Cmentarzu wojskowym przy ul. Prandoty w Krakowie.